# 麦秀镇
麦秀镇，是中华人民共和国青海省黄南藏族自治州泽库县下辖的一个乡镇级行政单位。

## 行政区划
麦秀镇下辖以下地区：
赛隆村牧委会、贡青村牧委会、哈藏村牧委会、龙藏村牧委会、多隆村牧委会和尕让村牧委会。